# ثغرة ديرتي كاو

شعار الثغرة

ثغرة ديرتي كاو هي ثغرة في نواة نظام التشغيل لينكس وتستهدف كل الأجهزة المعتمدة علي نظام لينكس، مثل نظام التشغيل أندرويد. الثغرة تستهدف أنوية لينكس القديمة التي طورت قبل 2018. تعتمد الثغرة على حالة تسابق (Race condition) بين عملية الكتابة في الذاكرة (write) وعملية النسخ عند الكتابة (copy-on-write)، مما يسمح بتجاوز القيود الأمنية.

## التاريخ
كان أول ظهور للثغرة في أنوية لينكس في الإصدار 2.6.22 الذي صدر في سبتمبر 2007، وبدأ استغلال الثغرة منذ إكتشافها في أكتوبر 2016. تم ترقيع الثغرة في اصدارت 4.8.3، 4.7.9، 4.4.26 والأحدث.
لم يعالج التصحيح الذي أنتج في عام 2016 المشكلة بالكامل وتم إصدار تصحيح منقح في 27 نوفمبر 2017، قبل نشر الثغرة الأمنية للعامة.